# Mori Arinori
Mori Arinori est un nom japonais traditionnel ; le nom de famille (ou le nom d'école), Mori, précède donc le prénom (ou le nom d'artiste).
Le Vicomte Mori Arinori (森有礼, 23 août 1847 - 12 février 1889) est un homme d'état de l'ère Meiji, un diplomate et le fondateur du système éducatif moderne du Japon. Il est par ailleurs le grand-père du philosophe et écrivain Mori Arimasa. 

## Jeunesse
Mori est né dans le domaine de Satsuma (aujourd'hui département de Kagoshima) dans une famille samouraï, et a étudié à l'école Kaisenjo pour l'étude occidentale gérée par le domaine de Satsuma. En 1865, il part étudier à l'University College de Londres en Grande-Bretagne, où il étudie les mathématiques, la physique et la construction navale occidentales. Il est revenu au Japon au début de la restauration de Meiji et a eu différents postes dans le récent gouvernement de Meiji.

## Homme d'état de Meiji
Il est le premier ambassadeur japonais aux États-Unis, de 1871 à 1873. Pendant son séjour américain, il s'est beaucoup intéressé aux méthodes d'éducation occidentales et aux institutions sociales. À son retour au Japon, il a cofondé le Meirokusha (Société de l'an 6 de Meiji), la première société intellectuelle moderne du Japon.
Mori était membre du mouvement dit des 'Lumières de Meiji", et prônait la liberté religieuse, l'éducation laïque, l'égalité des droits pour les femmes (excepté le vote), le droit international, et (le plus extrême), l'abandon de la langue japonaise en faveur de l'anglais. 
Mori faisait alors partie d'une mouvance radicale dans ses idées, prônant une occidentalisation extrême (incluant par exemple l'hybridation de l'ethnie japonaise avec celle des caucasiens, selon une "théorie d'amélioration raciale" qui considérait le peuple japonais comme fondamentalement barbare et inférieur). Il était lié au Premier Ministre Itō Hirobumi et au Rokumeikan, dont l'ouverture à l'Occident a pu susciter des reproches et des accusations parfois grossières (comme celle par exemple d'abriter des orgies avec les étrangers sous le nom de "galas caritatifs", à une époque où la population pouvait encore connaître de grandes disettes). Cette tendance marqua le début de la période d'ouverture à l'Occident. Elle perdit de sa force ensuite, la publication du Code civil (1898) et l'expansion coloniale scellant la prise de pouvoir des plus nationalistes.  
En 1875, il a fondé le Shoho Koshujo (la première école de commerce du Japon), précédant l'université Hitotsubashi. Ensuite, il a successivement servi d'ambassadeur auprès en Chine, de ministre des affaires étrangères, d'ambassadeur en Grande-Bretagne, de membre du Sanjiin (comité consultatif législatif) et de fonctionnaire au ministère de l'éducation.
Il a été recruté par Hirobumi Itō pour rejoindre le gouvernement comme ministre de l'éducation et a gardé ce poste sous l'administration de Kuroda de 1886 à 1889. Au cours de cette période, il a édicté les « réformes Mori » du système d'éducation du Japon, qui comprenait six ans d'école obligatoire et mixte, et la création des lycées pour la formation d'une élite. Sous sa direction, le ministère central a pris plus de contrôle sur le programme scolaire et a insisté sur la morale néo-confucéenne et la loyauté nationale dans les écoles inférieures, tout en permettant une certaine liberté intellectuelle dans l'enseignement supérieur.
Mori a été poignardé par un ultra-nationaliste le jour même de la promulgation de la constitution de Meiji en 1889, et est mort le lendemain. L'assassin avait été outré par le manquement au protocole religieux de Mori pendant sa visite au sanctuaire d'Ise deux ans plus tôt (on raconte que Mori n'aurait pas enlevé ses chaussures avant d'entrer dans le sanctuaire et qu'il avait écarté le voile de l'entrée avec un bâton de marche).

## Source de la traduction
- (en) Cet article est partiellement ou en totalité issu de l’article de Wikipédia en anglais intitulé « Mori Arinori » (voir la liste des auteurs).